# Justicia syringifolia
Justicia syringifolia är en akantusväxtart som beskrevs av Vahl. Justicia syringifolia ingår i släktet Justicia och familjen akantusväxter. Inga underarter finns listade i Catalogue of Life.